# Prerasti Vratne

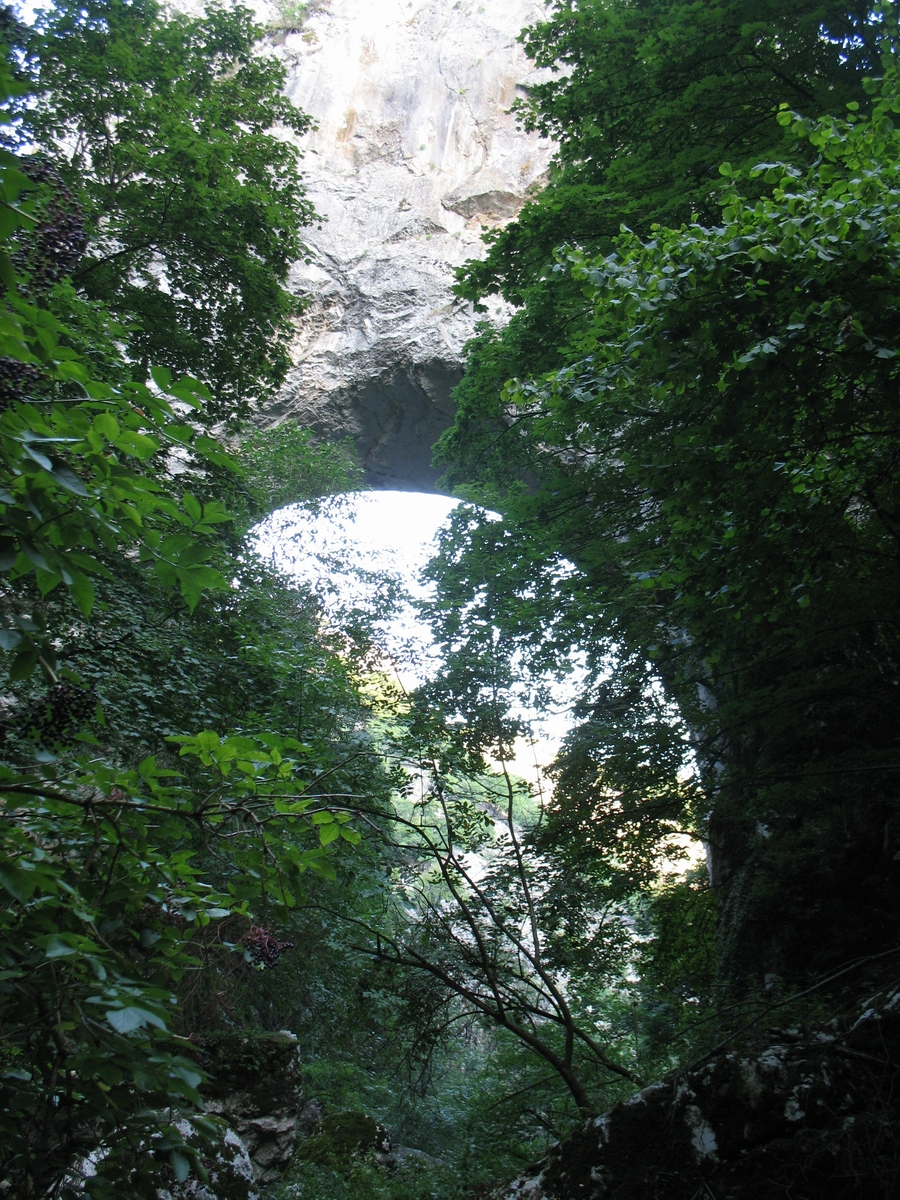
Mala Prerast

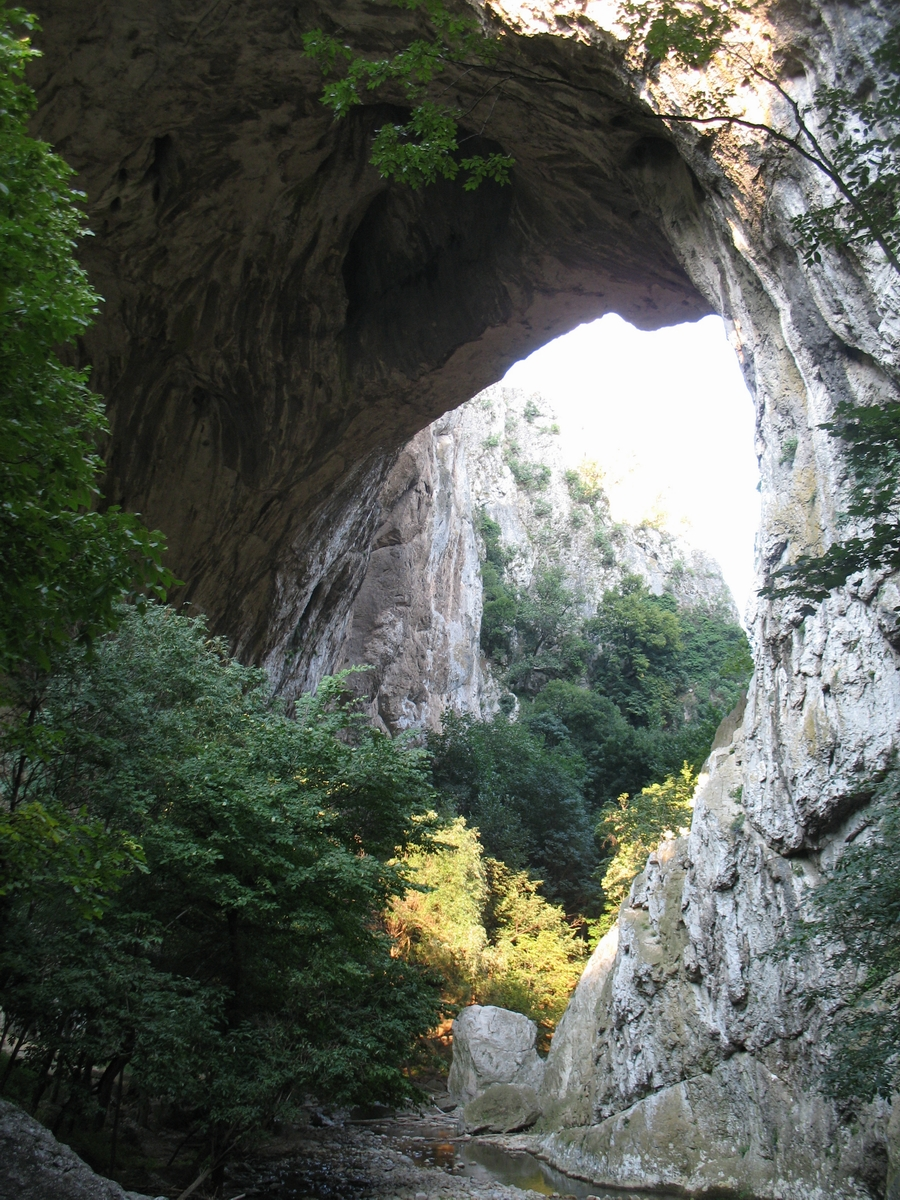
Velika Prerast

Die Prerasti Vratne (serbisch-kyrillisch Прерасти Вратне, deutsch Felsgewächse von Vratna) oder auch Felsentore von Vratna  (Vratnjanske kapije, serbisch-kyrillisch Вратњанске капије, englisch Vratna Gates) sind drei Felsentore in der Nähe des mittelalterlichen Frauenklosters Vratna in den Tiefen der Vratna-Schlucht in der Opština Negotin im Okrug Bor im Osten Serbiens.

## Details
Felsentore dieser Art sind selten und finden sich in ähnlicher Art z. B. in Slowenien, Frankreich und in den Vereinigten Staaten in Colorado.
- Das Mala Prerast (deutsch Kleines Felsgewächs; auch als Mala kapija bezeichnet) befindet sich etwa 200 Meter stromaufwärts vom Kloster Vratna und ist 15 Meter lang. Die Breite der Öffnung beträgt 22 Meter, die Höhe 34 Meter und die Dicke des Bogens über der Öffnung 10 Meter, durch die der Fluss Vratna fließt.
- Das Velika Prerast (deutsch Großes Felsgewächs; auch als Velika kapija bezeichnet) befindet sich stromaufwärts etwa 100 Meter vom Mala Prerast entfernt und ist 45 Meter lang. Die Breite der Öffnung beträgt 23 Meter, die Höhe 26 Meter und die Dicke des Bogens über der Öffnung 30 Meter, durch die ebenfalls der Fluss Vratna hindurchfließt. Das Velika Prerast ist auch bekannt für seine Akustik.
- Das Suva Prerast (deutsch Trockenes Felsgewächs; auch als Suva kapija bezeichnet) ist am schwersten zugänglich. Es liegt weitere 3 Kilometer stromaufwärts in einer Schlucht und ist 34 Meter lang. Die Breite der Öffnung beträgt 15 Meter, die Höhe 20 Meter und die Dicke des Bogens über der Öffnung 10 Meter. Der Name kommt daher, dass der Fluss Vratna im Sommer 50 Meter stromaufwärts herabstürzt, aber später wieder erscheint und wieder verschwindet, bevor er erneut aus dem Felsen herausbricht und an der Oberfläche weiterfließt.

Prerast (siehe прерасти) bedeutet auf Serbisch „Auswachsen“ oder „Überwachsen“. In diesem Fall ist es ein einheimischer Begriff für diese Art von natürlichen Felsbrücken, Gewölben und Toren.

## Erreichbarkeit
Eine Straße führt über den Ort Vratna bis zum Kloster. Die drei Felsentore sind dann über einen markierten Wanderweg zu erreichen, der nördlich des Klosters entlangführt.
Auf dem Weg zum ersten Felsentor zweigt ein Pfad ab, der zu einer Anhöhe mit einem Gipfelkreuz führt, mit Blick auf das Kloster.

## Geologie
Die Felsentore von Vratna bestehen aus Kalkstein des Oberjura und sind auf unterschiedliche Art entstanden. Die ersten beiden sind Überreste eines ehemaligen Höhlentunnels, durch den der Fluss Vratna floss, nachdem ein Teil des Bogens zwischen ihnen einstürzte. Der dritte entstand aus einem Felseneinsturz, durch den der Fluss hindurchfloss. Erosion und die mechanische Kraft des Wassers formten die Tore bis zu ihrem heutigen Aussehen.
In der Nähe der Felsentore befinden sich drei Karst-Höhlen, die noch weitgehend unerforscht sind. Die größte Höhle ist 400 Meter lang, eine andere besteht aus einem Komplex von Tunneln und Korridoren, während sich in der dritten ein kleiner See befindet.

## Erste Beschreibungen
Die ersten Aufzeichnungen über die Felsentore stammen von dem österreichisch-ungarischen Ethnographen und Reisenden Felix Philipp Kanitz, der in den 1850er- und 1880er-Jahren den Balkan bereiste. Er hinterließ eine detaillierte Darstellung der Felsentore. Auch die serbischen Geographen Vladimir Karić und Jovan Cvijić untersuchten die Felsformation Ende des 19. Jahrhunderts. Eine exakte Vermessung erfolgte durch Dragan Petrović und Dušan Gavrilović, Professoren an der Geographischen Fakultät der Universität Belgrad.

## Schutz
Die Felsentore von Vratna wurden 1957 als geomorphologische Naturdenkmale unter staatlichen Schutz gestellt. Zu den Wildtieren zählen Rotwild und Mufflon, die 1965 hier angesiedelt wurden. Es gibt auch verschiedene Fledermaus- und Vogelarten. Vögel bauen ihre Nester selbst in den Hohlräumen der Felsentore. Es gibt auch verschiedene Heilpflanzen. Mitte der 2000er-Jahre starben bei schweren Dürren fast alle Fische im Fluss.

## Folklore
Die einheimische Bevölkerung erzählt zahlreiche Sagen über die Tore und die nahe gelegenen Höhlen. Es wird erzählt, dass sie von gutherzigen  Nymphen bewohnt werden, die gern den Menschen helfen. Es kommen noch immer Einheimische, um neben den Toren zu beten oder sich etwas zu wünschen.